# Тюлина, Наталья Ивановна
Наталья Ивановна Тюлина (9 марта 1922, Петроград, РСФСР — 7 июля 2003, Москва, СССР) — советский и российский библиограф, библиотековед и библиотечный деятель, доктор педагогических наук (1990), ученица Р. М. Самарина.

## Биография
Родилась 9 марта 1922 года в Петрограде в семье учёного-металловеда и члена-корреспондента АН СССР И. А. Одинга. После окончания средней школы в 1940 году поступила на филологический факультет МГУ, который она окончила в 1945 году. Сразу же после окончания МГУ была принята на работу в ГБЛ, где она работала вплоть до 1970 года библиографом, а также заведовала справочно-библиографическим отделом, а также занимала должность заместителя директора библиотеки. В 1970 году была избрана директором библиотеки ООН имени Д. Хаммершельда в Нью-Йорке (США), в связи с этим была вынуждена переехать в США, данную должность она занимала вплоть до 1978 года. Она вошла в историю библиотековедения, как первая женщина-директор библиотеки ООН имени Д. Хаммершельда. В 1978 году вернулась в Москву и возвратилась в ГБЛ (РГБ) и работала там вплоть до смерти. Жила и работала в Москве по адресу Улица Большая Ордынка, 34/38.
Скончалась в 2003 году в Москве. Похоронена на Ваганьковском кладбище.

### Личная жизнь
Наталья Тюлина вышла замуж за Георгия Тюлина (1914—90), её супруг — 1-й заместитель министра общего машиностроения СССР, генерал-лейтенант, доктор технических наук, профессор, имевший звания и награды: Герой Социалистического Труда, Ленинская премия, соратник С. П. Королёва. В этом браке у них родился сын — Иван Тюлин (21 февраля 1947, Москва, СССР—30 июня 2007) — советский и российский политолог-международник, основатель и 1-й проректор МГИМО. Похоронен рядом с матерью.

## Научные работы
Основные научные работы посвящены актуальным библиотечным проблемам. Автор свыше 100 научных работ.
- Способствовала кардинальной перестройки справочно-библиографического обслуживания ГБЛ, развитию её координационных связей с крупными библиотеками, созданию системы повышения библиографической грамотности читателей.